# Unimédia
 (décembre 2020).
Si vous disposez d'ouvrages ou d'articles de référence ou si vous connaissez des sites web de qualité traitant du thème abordé ici, merci de compléter l'article en donnant les références utiles à sa vérifiabilité et en les liant à la section « Notes et références ».
Unimédia était un groupe de presse Canadien-français fondé en 1973. À cette époque, l’organisation comptait un total de 2 000 employés.
1. ↑  (en) « Contact - Qui était Jacques Francoeur », sur www.fondationjacquesfrancoeur.org (consulté le 19 mars 2025)

## Description
Avant d'être acheté par le groupe Gesca, en 2000, ce groupe contrôlait les quotidiens Le Soleil (Québec), le Quotidien (Chicoutimi), et le Droit (Ottawa). Il possédait également une trentaine d'hebdomadaires et gérait trois imprimeries commerciales de journaux, magazines et livres de poche.

## Historique
Fondé par Jacques Francoeur, celui-ci l'a vendu en 1987 à l'homme d'affaires canadien Conrad Black. Le 10 novembre 2000, Gesca (propriété de Power Corporation du Canada) achète le groupe de Black, même si le gouvernement du Québec démontre dans un premier temps une certaine inquiétude au sujet de la concentration de presse que cela provoque.